# Gangaajal
Gangaajal (devnagari: गंगा-जल) – thriller bollywoodzki z 2003 roku z Ajayem Devganem w roli głównej. Reżyseria według własnego scenariusza – Prakash Jha, autor Apaharan. W rolach drugoplanowych – nominowani do nagród Mukesh Tiwari i Yashpal Sharma, oraz Gracy Singh. Temat filmu w pewnym stopniu nawiązuje do głośnego wydarzenia z 1980 roku w Bhagalpur (w stanie Bihar) – (oślepienie w Bhagalpur: 31 podejrzanych o przestępstwo zostało oślepionych przez policjantów).
Film, którego akcja dzieje się w stanie Bijar pokazuje konflikt prawa z bezprawiem. Przedstawiono tu kryminalizację polityki, sądu, policji i samotnego policjanta walczącego o godność munduru, kogoś, dla kogo przestępstwo nie jest okazją do dorobienia do pensji, kto broni praw ludzi krzywdzonych przez przemoc. W tym filmie widzimy bohatera, który ryzykując karierę i życie, pozostaje wierny swoim zasadom. Jego niezłomność wpływa na innych, zmienia ich. Za odzyskaną godność płacą jednak wysoką cenę. Film pokazuje też problem przemocy rodzącej przemoc. Z bezsilności prawa i policji wyrasta idea zemsty i samosądu. Gdy policjanci oślepiają więźniów kwasem, bezsilni ludzie z miasteczka traktują to jako sposób na oczyszczenie zła. Film wzywa jednak do opamiętania się, odbudowywania zaufania do policji i prawa, do niepoddawania się zezwierzęceniu samosądu.
Tytułowy Gangaajal oznacza dosłownie oczyszczające wody Gangesu, tu przenośnie wypalenie zła kwasem.

## Fabuła
Oficer policji, Amit Kumar (Ajay Devgan) zostaje wysłany do pełnego przemocy miasteczka Tejpur, w stanie Bihar. Zastaje tam rozpadający się posterunek i policjantów w trakcie masażu i sjesty, spokojnych, że nikt nie ukradnie im niestrzeżonej broni, bo gangsterzy mają przecież lepszą od nich. Na akcje jeździ się pożyczanymi samochodami. Policja czołobitnie przyjmuje znak błogosławieństwa i łapówki od rządzących okolicą gangsterów. Amit, wspierany miłością żony Anuradhy (Grace Singh), zaczyna bronić pokrzywdzonych i zwalczać niesprawiedliwość. Wchodzi więc w konflikt z gangsterami i chroniącymi ich politykami. Śmiejąc się z niego w oczy królujący tu gangster, Sadhu Yadav (Mohan Joshi) mówi mu: Wielu takich jak ty przyszło tu i odeszło. Żaden nie mógł mnie dotknąć. Amit jednak nie ustaje. Szukając wsparcia u innych policjantów próbuje obudzić sumienie siedzącego w kieszeni u gangsterów Bachcha Yadava (Mukesh Tiwari). Gdy ten zapija niepokój serca, słyszy od żony: Jeśli jesteś policjantem, to czemu wciąż żyjesz w strachu? Przed gangsterami. Przed swoim szefem. Przed utratą pracy. Przed utratą godności. Bachcha zaczyna żyć w rozdarciu. Próba zamachu na życie Amita wstrząsa nim ostatecznie. Opowiedziawszy się po stronie prawa, pomaga szefowi pochwycić Sudera, syna trzęsącego okolicą Sadhu (Yashpal Sharma). Jednak w sądzie przerażona o życie porwanego brata zgwałcona ofiara Sudera, oczyszcza go z winy. Kryzys zaufania trwa. Strach ludzi wspiera bezprawie. Amit czuje się bezsilny. Jak mówi do żony w rozżaleniu Tylko wykonując obowiązek, stałem się wrogiem każdego. Napięcie w miasteczku rośnie. Osiąga szczyt w chwili, gdy poniżeni wysługiwaniem się gangsterom podwładni Amita wyładowują swoje upokorzenie w akcie brutalnej zemsty. Pobiwszy na posterunku pochwyconych przestępców, wypalają im oczy kwasem.

## Obsada
- Ajay Devgan – oficer policji Amit Kumar
- Gracy Singh – żona Amita Kumara(Anuradha)
- Mohan Joshi – Sadhu Yadav
- Yashpal Sharma – Sunder Yadav
- Mukesh Tiwari – inspektor Bachcha Yadav
- Ayub Khan – inspektor policji Khan
- Anup Soni – inspektor policji
- Akhilendra Mishra – naczelny w policji Bhurelal
- Mukul Nag – Nunva
- Vishnu Sharma – minister spraw wewnętrznych
- Dilnawaz Shaikh – tancerka

## Nagrody
- 2004:National Film Award za Najlepszy Film na Tematy Społeczne[1]
- 2004 Nagroda Filmfare za dźwięk: Wayne Sharpe[2]
- nominacja do Nagrody Filmfare dla Najlepszego Aktora – Ajay Devgan
- nominacja do Nagrody Filmfare za Najlepszą Rolę Negatywną – Yashpal Sharma
- nominacja do Nagrody Star Screen dla Najlepszego Aktora – Ajay Devgan
- nominacja do Nagrody Star Screen dla Najlepszego Aktora Drugoplanowego – Mukesh Tiwari
- nominacja do Nagrody Star Screen za Najlepszą Rolę Negatywną – Yashpal Sharma
- nominacja do Nagrody Zee Cine dla Najlepszego Aktora – Ajay Devgan
- nominacja do Nagrody Zee Cine dla Najlepszego Aktora Drugoplanowego – Mukesh Tiwari
- nominacja do Nagrody Zee Cine za Najlepszą Rolę Negatywną – Yashpal Sharma